# Lorcan Tucker
Lorcan John Tucker (nacido el 10 de septiembre de 1996) es un jugador de críquet irlandés.

## Carrera profesional
En septiembre de 2019, fue nombrado en el equipo de Irlanda para el torneo clasificatorio para la Copa del Mundo ICC T20 de 2019 en los Emiratos Árabes Unidos.
En enero de 2020, fue uno de los diecinueve jugadores a los que se les otorgó un contrato central de críquet Ireland.